# Not All Heroes Wear Capes
Not All Heroes Wear Capes je singl od americké synthpopové skupiny Owl City. Píseň byla napsaná skladatelem, producentem a zpěvákem Adamem Youngem. Na iTunes píseň vyšla 16. června 2017, a to ke příležitosti dne otců.

## Okolnosti vzniku
Po půlroční odmlce Adam Young 12. června 2017 fanouškům oznamuje, že 16. června se stane něco úžasného. Již na druhý den dále prozrazuje, že v tento den vyjde skladba s názvem Not All Heroes Wear Capes, která má být oslavou jeho i našich otců. Rovněž odkazuje na oficiální web Owl City, kde se nabízí možnost vytvořit speciální kartu s individuálním přáním tatínkovi ke dni otců, který se slaví 16. června.
13. června na Instagramu zahajuje odpočet a píše, že nová píseň je "o stromu, autu a muži, kterého má každý z nás." Dále pokračuje příspěvkem: "Čím jsem starší, tím více se při psaní hudby inspiruji vlastními vztahy Jeden z těch nejdůležitějších v mém životě je ten, který mám se svým taťkou. Představuji si, že pro kohokoliv druhého je to jen normální chlap, ale pro mě je to hrdina. Píseň je můj způsob, jak říct: hej, tati, mám tě rád."
15. června sdílí krátkou ochutnávku z videoklipu, který vyjde zároveň s písní a který by natočen přímo v obchodě Adamova otce. A tak 16. června se fanoušci dočkají a mohou si poslechnou celou akustickou skladbu Not All Heroes Wear Capes a zhlédnout videoklip, kde Adam zpívá a hraje na rozličné hudební nástroje, a to vše v obchodě nebo možná spíše dílně, kde Adamův taťka opravuje auta. Zároveň se zde objevuje rovněž Adamův otec.
Další den po vydání si Adam pochvaluje, s jakým nadšením hootowls píseň přijali. Také se svěřuje s tím, že pro něj bylo opravdu neskutečným zážitkem natáčet video v prostředí, která je pro jeho otce tak výjimečné. Když Adam vyrůstal, pomáhal otci v jeho obchodě a má tisíce vzpomínek, které se vztahují k této místnosti. Říká: "Každý potřebuje takové své místečko, kde se může cítit sám sebou. Mé je studio. Taťkovo je jeho obchod."
Ovšem Adam ani nečekal na dozvuky ohlasů z nové písně a už 19. června se fanoušci dozvídají, že se dočkají také Adamova coveru písně Waving Through a Window.